# Sawanogi
Sawanogi, nekadašnji grad Shawnee Indijanaca pripojen konfederaciji Creek. Nalazio se na južnoj obali rijeke Tallapoosa na području današnjeg okruga Macon u Alabami. Spominje se na Bartramovom popisu iz 1773., a 1779. ga spominje i indijanski agent Benjamin Hawkins u čije vrijeme su njegovi stanovnici imali još očuvan svoj plemenski jezik i običaje. Među njima živjelo je i nešto Juči Indijanaca.
Po izvješćiu Adaira, moguće je da su se konfederaciji Creeka priključili sredinom 18. stoljeća.